# Cartmel
Cartmel – wieś w Anglii, w Kumbrii, w dystrykcie (unitary authority) Westmorland and Furness. Leży 77 km na południe od miasta Carlisle i 354 km na północny zachód od Londynu.
Wioska, znana niegdyś jako Kirkby w Cartmel, jest siedzibą XII-wiecznego klasztoru Cartmel. Od 1974 roku znajduje się w okręgu administracyjnym Kumbria.